# 260824 Hermanus
260824 Hermanus è un asteroide della fascia principale. Scoperto nel 2005, presenta un'orbita caratterizzata da un semiasse maggiore pari a 2,7910187 UA e da un'eccentricità di 0,0936544, inclinata di 5,12701° rispetto all'eclittica.
L'asteroide è dedicato all'omonima città sudafricana.